# Татищево (городской округ Истра)
Татищево — деревня в Костровском сельском поселении Истринского района Московской области. Население — 48 чел. (2016), в деревне 1 улица — Остроженка, она же — садовое товарищество. С Истрой деревня связана автобусным сообщением (автобус № 34).
Находится примерно в 12 км на юго-запад от Истры, на левом берегу реки Малой Истры, на склоне холма, высота над уровнем моря 207 м. Ближайшие населенные пункты: деревни Петрово в 1 км западнее и Воскресёнки в 1,5 км на восток.

## Население
| 1859 | 1886 | 1890 | 1899 | 1926 | 2002 | 2006 |
| ---- | ---- | ---- | ---- | ---- | ---- | ---- |
| 103  | ↘100 | ↗119 | ↗150 | ↘135 | ↘45  | ↘39  |
| 2010 | 2016 |      |      |      |      |      |
| ↗48  | →48  |      |      |      |      |      |